# Karel Poborský
 Karel Poborský (Třeboň, 1972. március 30. –) cseh labdarúgó. Cseh válogatottsági rekorder 118 fellépésével. Pályafutása során megfordult számos csapatban, köztük pár sztárklubban, a Manchesterben, a Lazióban és a Benficában, de karrierje során játszott a két prágai együttesben, a Spartában és a Slaviában is, felnőtt pályafutását a Dynamo České Budějovice együttesében kezdte, ahová karrierje utolsó két évére is visszatért.

## Klubkarrierje

### Csehország
Édesapja Jiskra Třeboňban futballozott korábban, és a hetvenes évek végén a fiatal Karel Poborský is ebben a klubban ismerkedett meg a futball alapjaival. Ehhez az egyesülethez képest komoly előrelépés volt a Dynamo Budejovice, amely 1991-ben profi szerződést is adott neki. A csehszlovák bajnokság utolsó éveiben itt mutatkozhatott be a felnőttek között, húszéves korára pedig hazai szinten már igen ismert játékosnak számított, többek között egy hétgólos bajnoki szezonnak is köszönhetően. Ez még nem volt elég ahhoz, hogy meghívót kapjon az ifjúsági válogatottba, de mivel a következő bajnokságban nyolc gólig jutott, ismét feljebb tudott lépni a cseh klub között, ugyanis a Viktoria Žižkov igazolta le, amellyel a KEK-ben immár nemzetközi tapasztalatra is szert tett. 1994 februárjában, a történelmi, Törökország elleni barátságos összecsapáson (ez volt az önálló Csehország első hivatalos labdarúgó-mérkőzése) bemutatkozhatott a cseh nemzeti csapatban is. 1995 őszén már a Slavia Prahánál játszott, amellyel pályafutása első bajnoki címét is megszerezte, valamint az UEFA-kupában is egészen az elődöntőig menetelt a Slaviával. Igazán nagy ismertséget az 1996-os, angliai Európa-bajnokságon szerzett magának, amikor a portugálok elleni negyeddöntőben egy emlékezetes találattal vette be Vítor Baía hálóját. Jó játékával több elitklub megfigyelőinek listájára is rákerült, a Slavia végül a Manchester United ötmillió fontos ajánlatát fogadta el, amely akkor cseh rekord volt.

### Manchester United
Poborský, a nyugati elitklubokban játszó kelet-európai futballisták egyik előfutára hatalmas reményekkel érkezett Angliába, ám egyvalamivel nem számolt sem ő, sem Alex Ferguson: David Beckhammel. Eleinte alapember volt Manchesterben, ám adós maradt a tartósan jó játékkal, így a csapatból a bajnoki cím ellenére is szép lassan kiszorult Beckhammel szemben. Mivel Karel szemmel láthatóan képtelen volt beilleszkedni a már ifista koruk óta együtt játszó Giggs-Scholes-Butt-Beckham-sorba, mindössze két idény és alig öt bajnoki gól után egy másik vörös gárdához, a Benficához igazolt alig 2.9 millió euróért. Ám ígyis megnyerte csapatával a Premier League-et 1997-ben. Ekkor olyan játékosok voltak a csapattársai, mint például Eric Cantona, Ryan Giggs, Gary Neville vagy Roy Keane. Ám ezután a sikeres szezon után is továbbállt. Egy másik, majdnem akkora csapathoz, mint a Manchester, a Benficához ment játszani. Itt 61 mérkőzésen 11 gólt szerzett.

### Benfica
Stílusához egyébként sokkal jobban illett a portugál bajnokság, egyre jobb formában játszott, amire jó példa volt a 2000-es Európa-bajnokság is. A tornán ugyan hiába futballozott és küzdött kiválóan társaival együtt, a csoportból sem jutottak tovább, de azért vigaszképpen lőtt egy gólt a későbbi győztes franciáknak - ennek ellenére óriási csalódásként élték meg hazájában, hogy sem akkor nem voltak képesek maradandót alkotni, sem az angliai remeklést követő két világbajnokságra nem tudták kvalifikálni magukat. Pechjére hiába volt sok remek, sőt, klasszisnak mondható társa Lisszabonban hiába volt kiváló edzőjük a német Jupp Heynckes személyében, a sikerek messze elkerülték őket. A portugálok egyébként anyagilag sem álltak akkoriban szilárd lábakon, Poborsky árát például csak nagysokára, többszöri felszólítás után fizették ki az angoloknak, pedig elégedettek lehettek a szezonok végén egyszer ezüstérmet, kétszer bronzérmet ünnepelő sztárral, akit 1999-ben a drukkerek a klub legjobbjának választottak meg.
A Benficánál élete formájában játszott, remekül kiegészítették egymást João Pintóval, ő volt a szurkolók kedvence. Itt 3 szezonon keresztül szerepelt, és egy középpályáshoz képest egész sok, 61 meccsen 11 gólt szerzett. Jó teljesítménye ellenére a kupagyőzelmek elmaradtak, így 2001-ben a Lazióhoz szerződött.

### S.S. Lazio
2001 januárjában, főleg a szélső kontinenstornán mutatott remeklésének hatására, a Benfica anyagi nehézségeit kihasználó Lazio (Nedved nyomdokain járva) alig 1,1 millió euróért szerződtette le, de Poborsky Rómában még manchesteri rossz napjait is alulmúlva játszott, később pályafutása mélypontjának nevezte az ott töltött hónapokat. A kékeknél akkoriban még nem éreztette hatását a Cragnotti-birodalom összeomlása, hiszen előző évben lettek végre olasz bajnokok, és Poborskýt is a BL-menetelést szem előtt tartva igazolták le, ám Zoff lemondása után alig-alig szerepelhetett a középpálya jobb szélén. Igaz, Zaccheronit is meg lehet érteni, hiszen Poborsky első római szezonjában ilyen középpályásokból állt a Lazio kerete: Dino Baggio, de la Peña, Mendieta, Fiore, Giannichedda, Gottardi, Liverani, Diego Simeone vagy Dejan Stanković. Tehát csöppet sem volt könnyű dolga mellettük, ezért is abszolválta pályára lépéséinek többségét a kispadról beszállva - amikor lejárt másfél éves szerződése, szép csöndben, de mélységes egyetértésben el is váltak egymástól a felek. Egyébként a labdarúgó olyannyira elkeseredett sikertelensége miatt (a válogatottal sem tudta magát kvalifikálni az ázsiai vb-re), hogy novemberben többször is azt nyilatkozta: hazatér Prágába s felhagy a futballal, talán egy-két év múlva újrakezdi egy kisebb csapatnál. A labdát még csak látni sem akarja, meccsnek környékére sem megy, mint ígérte. Tavasszal egyébként a rómaiak átálltak a 3-5-2-esről a hagyományos 4-4-2-es hadrendre, s ez azt jelentette, hogy akárcsak Zoff alatt, újra a kezdőben kapott helyet; ám nyáron Cragnottiék olyan alacsony fizetéssel kínáltak számára szerződés-hosszabbítást, hogy azt a magát (pályán mutatott teljesítménye dacára) sztárnak tartó játékos nem fogadta el s azonnal megszakította a tárgyalásokat.

### AC Sparta Praha
Kapóra jött hát számára a Sparta Praha érdeklődése s hamar meg is egyeztek egymással – noha előtte a hírek szerint a Milan és a Parma is érdeklődött a Bosman-szabály miatt nagyon olcsón mozdíthatóvá vált középpályás iránt. Poborsky a fővárosi klubban hamar visszanyerte egykori jó formáját, pár hét múlva már ő volt a bordó mezesek csapatkapitánya, s természetesen a válogatottból sem lehetett kiszorítani. A soros Európa-bajnokságon, Portugáliában újra pályára lépett, s mintha nyomtalanul múlt volna el fölötte ez a kemény nyolc év: frissen, ötletesen, bátran és elszántan száguldozta be a pálya teljes jobb oldalát; több szavazáson is bekerült a torna álomcsapatába, és Robben előtt ő adta a legtöbb gólpasszt az egész tornán. A Spartával a hazai bajnoki címek és a kupagyőzelem mellett a BL-ben is vitézkedett, kiváló produkciói mellett sokáig példamutatóan viselkedett, azaz igazi kapitány volt. Ezért is volt váratlan például a Ferencváros elleni mérkőzésen bemutatott karszalag-dobálása illetve későbbi száműzetése. 2004 nyarán, noha több külföldi klub is megkereste, a prágaiak meghosszabbították lejárófélben lévő kontraktusát, sőt, az egyesület és az első osztály, a Gambrinus Liga legjobban fizetett labdarúgója lett 30 millió koronás csúcsfizetésével. A luxusautóval furikázó játékos végzete azonban a tulajdonosváltás és ominózus csapatkapitánysága lett, ugyanis 2005-ben a mindenható menedzser, Daniel Křetínský érkezése után azonnal kirúgta Straka mestert, de az általa odavitt Hřebíkkel sem a csapatkapitány, sem a csapat nem volt elégedett, s ezért több edzőbuktató 90 percet játszottak. Ám mindez nem használt, így Poborsky figyelmeztetésül lemondott csapatkapitányi rangjáról, mire a menedzser sms-ben értesítette arról, hogy sürgősen hagyja el a Spartát.
Poborskýnak a Lazio volt az utolsó külföldi csapata a Sparta előtt. Tulajdonképpen már csak levezetni érkezett haza Csehországba, ám nem ez lett az utolsó csapata, mert még vissza akart térni nevelőegyesületéhez. Itt volt talán a legeredményesebb állomása pályafutásának, ugyanis kétszer volt cseh bajnok, egyszer a cseh kupát is sikerült megnyernie, valamint ismét játszhatott nemzetközi porondon, ugyanis a Sparta játszott a BL és az UEFA-kupa főtábláján is. Itt van egy magyar vonatkozás is. 2004-ben, mikor a Sparta az UEFA-kupa főtábláján játszott, összetalálkoztak a Ferencvárossal is, és a prágai mérkőzésen pont az ő góljával 1–0-ra győzték le az FTC-t. A Sparta végül továbbjutott a csoportból a Basellel együtt, míg a Fradi az utolsó meccsen, a Basel ellen kihagyott 11-es miatt esett ki.

### Dynamo České Budějovice
A renitens excsapatkapitányt azonnali hatállyal kölcsönadták nevelőegyesületének, a másodosztályú České Budějovicének, ahol a középpályás első mérkőzésén két góllal és egy gólpasszal „mutatkozott be”. A nemzeti csapatnak a sorsdöntő világbajnoki selejtezők alatt mindezek ellenére is alaptagja maradt, egyébként 2003 novemberében beállította Zdenek Nehoda (játékostársának, Šmicer apósának) válogatottsági csúcsát, s ma már egyedül áll a ranglista élén száz fölötti szereplésszámmal. A nemzeti csapattal nyugodtan készülhetett régi-új gárdájából is a németországi, első és utolsó világbajnokságára:
| „                | Nem helyénvaló, hogy valaki a második vonalban játszva vegyen részt ilyen nagy tornán, de nem bosszantom vele magam. Ebben az esetben annak örülök, hogy most már teljes energiámmal a futballra fókuszálhatok. | ” |
| – Karel Poborsky | |   |

| „                | Nem olyan bonyolult dolog egy ilyen tapasztalt játékosnak felkészülnie a világbajnokságra. Akárhogy is, nem felejtett el futballozni. | ” |
| – Karel Brückner | |   |

Poborský felnőtt karrierjének első és utolsó klubja, valamint ifikorában is két alkalommal összesen 5 évet játszott itt. Felnőttkarrierje során szintén kétszer játszott itt, szintén 5 évet. A kiscsapat végigkísérte, afféle keretbe foglalta Poborský pályafutását. Második, egyben utolsó ittléte során a legnagyobb eredménye Poborskýnak az volt, hogy a cseh kiscsapat az utolsó szezonjában feljutott az első osztályba. Sok labdarúgóval ellentétben Poborskýban egyelőre még nem fogalmazódott meg az edzősködés gondolata, egyelőre éli az edzések nélküli, nyugodt életét.

### A „Poborský-emelés”
Ez az elnevezés Poborský egyik megmozdulására utal. Ez a mondat 1996-os Eb után kezdett keringeni a médiában, amikor a portugálok elleni negyeddöntőben Poborský elképesztően higgadtan emelt a kimozduló Vítor Baía fölött a portugál kapuba, hasonlóan elődje, Antonín Panenka korábban már legendássá vált emeléséhez. Ezek a lövések lettek Poborský védjegyei. Egy másik, ehhez hasonló emelést a Porto ellen mutatott be. Ezután a megmozdulás után 120 ezer fanatikus őrjöngött, miután ezzel a góllal egyenlítettek.

## A válogatottban
Első válogatott meccse 1994. február 23-án Törökország ellen volt. Emellett ez volt a válogatott első meccse azóta, hogy Csehszlovákia 1992-ben felbomlott. Poborský a válogatottal játszott az 1996-os, a 2000-es és a 2004-es Eb-n, valamint a 2006-os vb-n is. A 2006–2007-es szezon végén hagyott fel végleg az aktív futballal. A legjobb eredményei a válogatottal egy döntő az 1996-os Eb-n, valamint egy bronzérem a 2004-es Eb-n. A 2006-os vb, mint a válogatottnak, neki sem sikerült. Itt a csehek már a csoportkörben kiestek. Ő volt a válogatott csapatkapitánya a 2004-es Eb-n és a 2006-os vb-n is.

## Külső hivatkozások
- Egy videó
- Egy másik videó